# Platanthera
Platanthera és un gènere amb unes cent espècies d'orquídies de la subfamília Orchidoideae de la família Orchidaceae estretament relacionades amb el gènere Orchis en el qual estaven incloses anteriorment i amb el gènere Habenaria. Es distribueixen per l'hemisferi Nord temperat. Són d'hàbits terrestres i tenen tubercles.

## Etimologia
Les orquídies obtenen el seu nom del grec orchis, que significa testicle, per l'aparença dels tubercles subterranis en algunes espècies terrestres. La paraula 'orchis' la va usar per primera vegada Teofrast (371/372 - 287/286 A. de C.), en el seu llibre De historia plantarum (La història natural de les plantes). Va ser deixeble d'Aristòtil i és considerat com el pare de la botànica i de l'ecologia.
El nom Platanthera procedeix del grec i significa "Antera àmplia" referint-se a la separació de la base dels loculs polínics.
Platanthera va estar anteriorment classificada dins del gènere Orchis.

## Hàbitat
Aquestes orquídies es troben distribuïdes al llarg de la zona subàrtica i la part temperada de l'hemisferi Nord: a Europa, des d'Escandinàvia al Nord d'Àfrica; fins i tot a Madeira, Islàndia, Oest d'Àsia, Nord d'Àsia, els Himàlaies, Amèrica del Nord i també a Alaska. A Wisconsin es desenvolupen 10 espècies d'aquest gènere.
Als Països Catalans se'n poden trobar (segons el criteri de Flora Ibèrica) tres espècies que viuen en ambients bastant semblants: prats i clarianes de bosc, poc o molt humits. En altres obres es considera P.algeriensis una subespècie de P.clorantha:
- - Platanthera algeriensis Batt. & Trab.(=Platanthera chlorantha subsp. algeriensis (Batt. & Trab.) Emb)
  - Platanthera bifolia (L.) Rich.
  - Platanthera chlorantha (Custer) Rchb.

## Descripció
Les espècies de Platanthera es distingeixen de les Orchis i de les Habenaria, per l'absència de processos estigmàtics, en posseir un esperó nectarífer per atreure als insectes pol·linitzadors. Una altra característica diferenciadora és la de les seves arrels tubercles ovoides.
Aquestes orquídies terrestres es desenvolupen en sòls bàsics i prats humits, linders de boscos i en àrees on l'arboleda està clareant. Tenen tubercles geòfits sencers, d'ovoides a fusiformes. En aquestes gruixudes tiges subterrànies poden emmagatzemar gran quantitat d'aigua, que els permetin sobreviure en condicions de sequera.
Posseeixen grans fulles ovoides ú oblonges que canvien a lanceolades en la part superior prop de l'àpex. Desenvolupen una tija curta que aconsegueix una altura de 30-40 cm Les fulles de la part superior són més petites que les fulles més baixes de la tija.
La inflorescència, és una espiga cilíndrica, amb unes 5-25 flors petites amb fragància. Aquestes es desenvolupen a partir d'uns capolls axil·lars. Les flors amb el sèpal dorsal i els pètals solapats formant un casc, esperó (més llarg que l'ovari) carregat de nèctar i l'estigma únic i plànol. Floreixen a la fi de Primavera o a l'estiu.